# Licinio (nome)
Licinio  è un nome proprio di persona italiano maschile.

## Varianti
- Femminili: Licinia[1][2][3]

### Varianti in altre lingue
- Basco: Lizinio
- Catalano: Licini[6]
- Croato: Licinije
- Latino: Licinius[1][3]
  - Femminili: Licinia[1]
- Lituano: Licinijus
- Polacco: Licyniusz
- Portoghese: Licínio
- Russo: Лициний (Licinij)
- Serbo: Лициније (Licinije)
- Spagnolo: Licinio[6]
- Ucraino: Ліциній (Licinij)

## Origine e diffusione
Nome di scarsa diffusione, risalente al gentilizio latino Licinius, tipico della gens Licinia; è basato su licinus; questo termine designare originariamente i buoi dalle corna lunate, cioè ricurve verso l'alto a formare una mezzaluna, e passò poi a indicare gli uomini dai capelli ondulati e ricadenti sulle spalle. Alcune fonti lo considerano invece un etnonimo riferito alla Licia.
Il nome è noto per essere stato portato da svariati personaggi della storia romana, ma la sua diffusione deve molto al culto di vari santi così chiamati. In Italia è attestato nel Centro-Nord, in particolare in Emilia-Romagna.

## Onomastico
L'onomastico si può festeggiare in memoria di più santi, alle date seguenti:
- 3 agosto, santa Licinia, vergine e religiosa di Vercelli[7]
- 7 agosto, san Licinio, soldato romano, martire a Como sotto Massimiano[5][6][8]
- 1º novembre (e anche 13 febbraio e 8 e 21 giugno), san Licinio (o Lucino), vescovo di Angers[5][7][8]

## Persone
- Licinio Cappelli, editore italiano

Licinio Refice

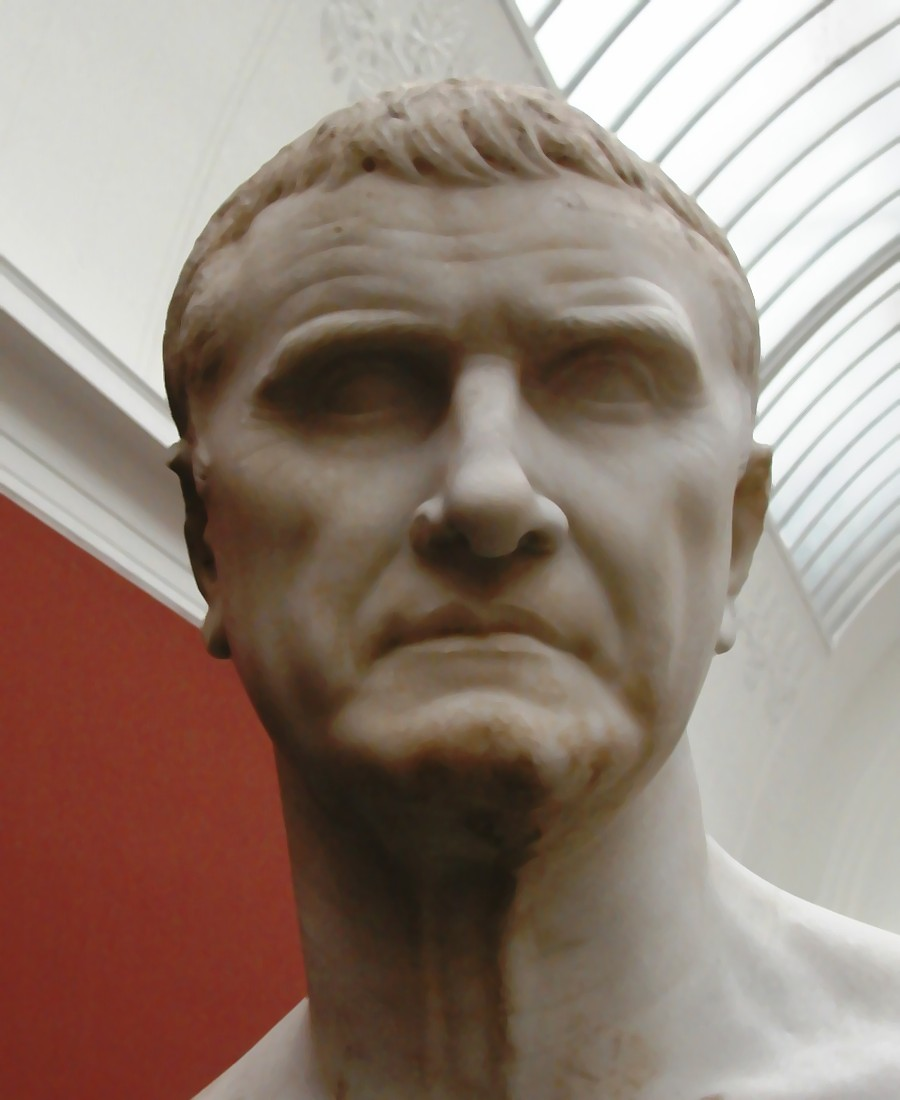
Marco Licinio Crasso

- Licinio Contu, medico e genetista italiano
- Licinio Refice, compositore italiano
- Licinio Savelli, cardinale italiano

### Antichi romani
- Licinio, imperatore romano
- Licinio, commediografo e poeta romano
- Licinio Egnazio Mariniano, politico romano
- Licinio Imbrice, commediografo romano
- Licinio Menenio Lanato, politico e militare romano
- Licinio Proculo, militare romano
- Gaio Licinio Calvo, poeta e oratore romano
- Gaio Licinio Calvo Stolone, politico e militare romano
- Lucio Licinio Sura, politico e militare romano
- Marco Licinio Crasso, politico e militare romano
- Valerio Liciniano Licinio, imperatore romano

### Variante femminile Licinia
- Licinia Eudossia, imperatrice bizantina
- Licinia Lentini, attrice, doppiatrice e showgirl italiana